# Église Notre-Dame-des-Grâces de Palau
 (janvier 2024).
Pour les articles homonymes, voir Église Notre-Dame.
L'église Notre-Dame-des-Grâces est un édifice religieux catholique situé à Palau (Sardaigne), en Italie.